# Viktor Kingissepp

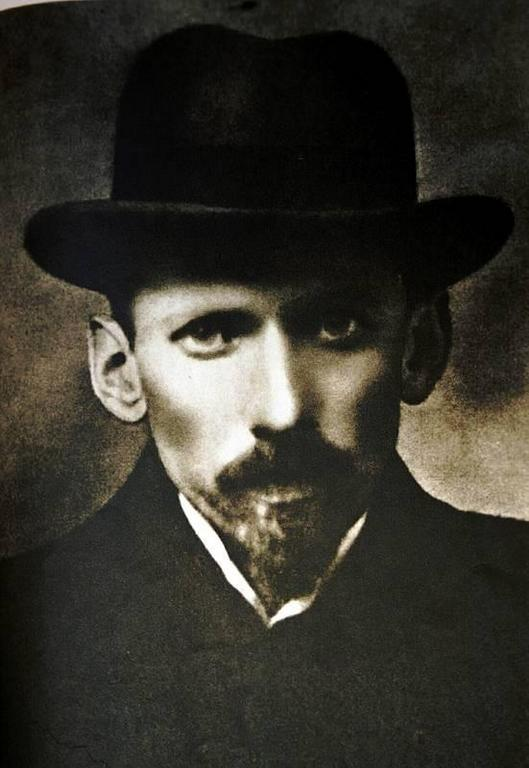
Viktor Kingissepp

Viktor Kingissepp (* 12. Märzjul. / 24. März 1888greg. in Kaarma auf Saaremaa, Gouvernement Livland, Russisches Kaiserreich, heute Estland; † 3. Mai 1922 in Tallinn) war Gründer und Führer der Kommunistischen Partei Estlands. Nach ihm benannt war von 1952 bis 1988 seine Geburtsstadt Kuressaare. Bis heute trägt seinen Namen die Stadt Kingissepp – vormals Jamburg (Ямбург) – in dem Gebiet Leningrad in Russland.
Am 3. Mai 1922 nahm das estnische Sicherheitspolizeiamt Kaitsepolitseiamet Kingissepp fest, der sich in Tallinn versteckt hielt. Er wurde am selben Tag in einem Schnellverfahren zum Tode verurteilt und erschossen. Seine Leiche wurde ins Meer geworfen.